# Lesueurigobius friesii
Espèce
Le gobie à grandes écailles, Lesueurigobius friesii, est une espèce de poissons marins appartenant à la famille des Gobiidae.